# Placa africana
A Placa Africana é a principal placa tectônica do continente africano. Abrange todo o continente e faz divisas com a placa Sul-americana, a Placa Caribenha, a placa Eurasiática, a placa Arábica, a placa Indiana, a placa Australiana e a placa Antártica.
No meio do Atlântico, uma falha submersa abre caminho para o magma do manto inferior, fazendo com que esse bloco se afaste progressivamente da placa sul-americana - com quem formava um continente único há 135 milhões de anos - e cresça de tamanho. A tendência é passar dos 65 milhões de quilômetros quadrados atuais.
É uma subdivisão do supercontinente Gondwana e do seu choque com a placa Euroasiática surgiram o mar Mediterrâneo e o Vale do Rift.